# Stüsslingen
Stüsslingen est une commune suisse du canton de Soleure, située dans le district de Gösgen.

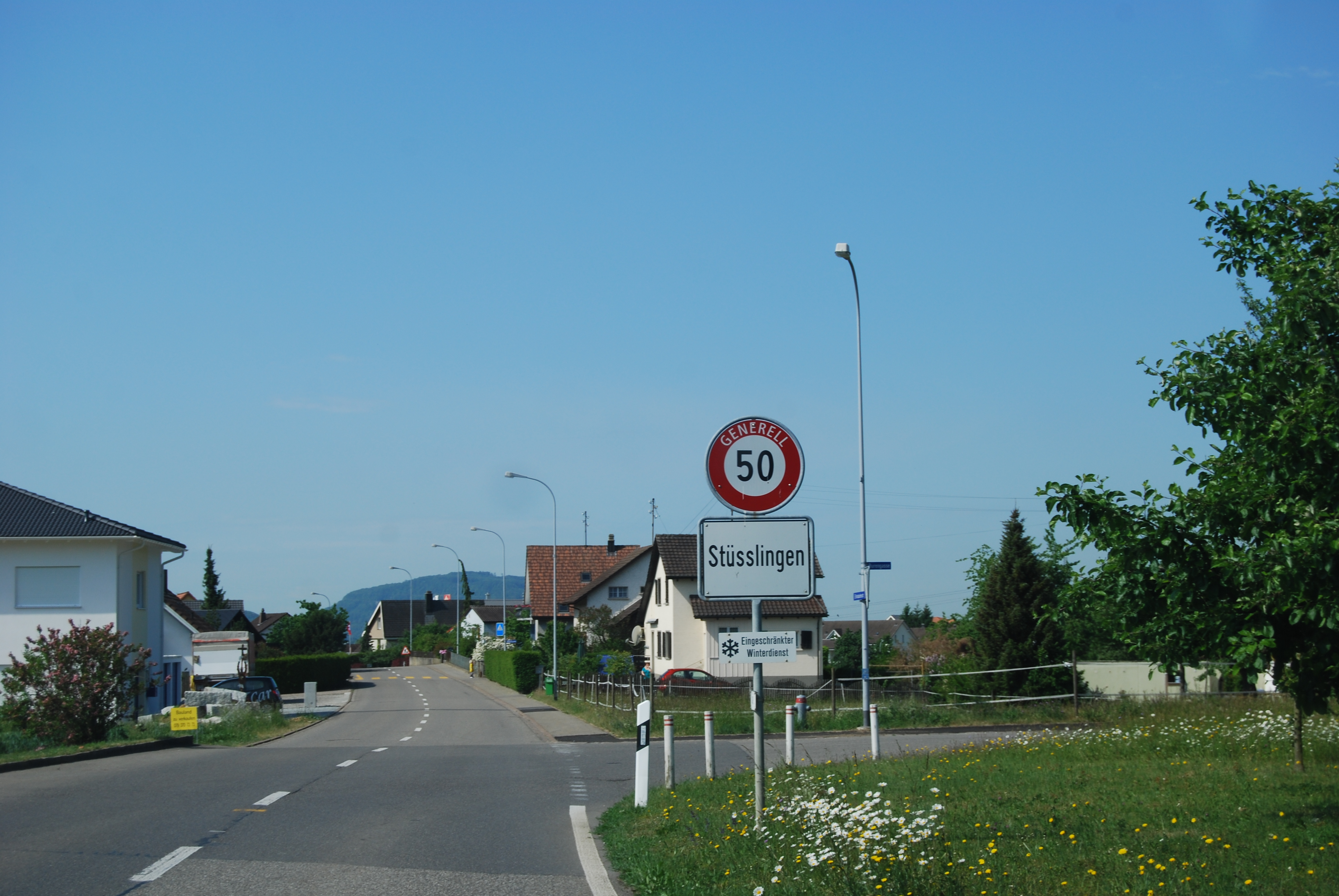
Stüsslingen.

Vue aérienne (1967).